# Goemon
Goemon (五右衛門, Goemon) és una pel·lícula de fantasia històrica japonesa de 2009 escrita i dirigida per Kazuaki Kiriya. Es basa lliurement en la història d'Ishikawa Goemon, un heroi llegendari foragitat que robava objectes de valor als rics i els donava als pobres. La pel·lícula és un relat de ficció de les gestes de Goemon i el seu paper durant la fase final del període Sengoku, particularment el període que va conduir a la decisiva batalla de Sekigahara. Igual que la pel·lícula anterior de Kiriya, Casshern, Goemon es va rodar en un backlot digital, i va fer ús de més de 2.500 efectes visuals .
Goemon va ser llançat a Amèrica del Nord en DVD i Blu-ray Disc per Funimation el 19 d'abril de 2011, i inclou un doblatge en anglès.

## Argument
Enmig del sagnant període Sengoku, un jove Ishikawa Goemon va veure com tota la seva família era assassinada per raons polítiques. Mentre escapaven amb el seu cuidador, van ser atacats per bandits fins que Goemon va ser salvat pel senyor de la guerra Oda Nobunaga. Goemon va seguir a Nobunaga fins al seu castell on l'impressionat senyor de la guerra el va portar sota la seva ala i el ninja Hattori Hanzō va ser assignat per entrenar-lo al costat de Kirigakure Saizō. Finalment, en Goemon va ser assignat per protegir la neboda de Nobunaga, Chacha, a qui li va agradar. Quan Chacha se'n va anar, va donar a Goemon el seu ventall preferit com a record, mentre que Nobunaga li va donar la seva espasa de doble fulla com a recompensa per protegir la seva neboda. Nobunaga va ser aviat assassinat pels seus generals Toyotomi Hideyoshi i Akechi Mitsuhide. Després d'això, Hideyoshi va trair i va matar Mitsuhide per venjar a Nobunaga, i després es va convertir en el nou governant del Japó. Goemon i Saizo es van separar; Saizo va optar per romandre al servei del clan Oda amb l'esperança d'aconseguir l'estatus de samurai mentre en Goemon va decidir marxar i ser lliure. Com a regal de comiat, en Goemon va dividir la seva espasa de doble fulla en dos i en va donar la meitat a Saizo.
Anys més tard, en Goemon es converteix en un proscrit amb Sarutobi Sasuke, un caçarecompenses sense experiència que intentava en va capturar-lo, com el seu assistent personal. Durant un festival, Goemon roba un dipòsit de tresors que allotja una capsa misteriosa a la qual els estrangers coneixien com a "Caixa de Pandora"). Ishida Mitsunari, un samurai d'alt rang que serveix sota les ordres d'Hideyoshi, arriba per destruir la caixa però Goemon s'escapa amb ella. Inconscient del valor de la caixa, Goemon la llença quan la troba buida. Més tard la recull un jove carterista anomenat Koheita. L'endemà, en Goemon s'assabenta del valor de la caixa per Sasuke i torna a la ciutat per trobar-la. Mentre buscava als barris marginals, Goemon troba en Koheita i la seva mare, que acaba de ser assassinada per un samurai local. Goemon salva Koheita i recupera la caixa.
Saizo, que ara treballa amb Mitsunari, i el seu equip ninja apareixen i s'enfronten a Goemon per la caixa. Goemon s'escapa de l'equip de Saizo excepte el mateix Saizo i s'enfronten a un duel ferotge fins que Hattori Hanzo intervé, fent que Saizo es retiri. Tornant a la ciutat amb la caixa, Goemon l'examina i descobreix un mapa que condueix a un misteriós tresor. Seguint el mapa, Goemon i Sasuke són conduïts a un temple budista en ruïnes on troben un contracte ocult que conté les signatures d'Hideyoshi i Mitsuhide. D'això, en Goemon s'assabenta de la implicació d'Hideyoshi en la mort de Nobunaga. Hanzo reapareix i ofereix al seu vell alumne una bossa d'or per al contracte. Buscant venjança pel seu senyor assassinat, Goemon s'infiltra al palau d'Hideyoshi i el mata. Aleshores, Goemon es retroba amb Chacha durant una estona abans d'amagar-se. Per a la seva sorpresa, en Goemon descobreix que l'Hideyoshi entra a l'habitació de Chacha, adonant-se que acaba de matar el seu fals doble. Més tard, un dels guàrdies d'Hideyoshi descobreix en Goemon i li dispara. En Goemon aviat és rescatat per Saizo. Poc després, Hanzo porta en Goemon a una cascada per trobar-se amb Chacha. Chacha s'acomiada de Goemon després de revelar que ha acceptat convertir-se en la concubina d'Hideyoshi. Més tard, Tokugawa Ieyasu, el nou senyor de Hanzo, arriba i li demana a Goemon que assassini Hideyoshi per salvar el país.
Mentrestant, Mitsunari ofereix a Saizo l'estatus de samurai a canvi de matar Hideyoshi. Durant el casament d'Hideyoshi i Chacha a bord d'un vaixell reial, Goemon es prepara per matar-lo però canvia d'opinió. Moments més tard, tots els vaixells d'escorta d'Hideyoshi són destruïts per explosius posats per Saizo i el seu equip, i després assassinen Hideyoshi. Creient que l'Hideyoshi està mort, Mitsunari s'encén en Saizo i li dispara. Tanmateix, Hideyoshi i Saizo sobreviuen. Desconscient de la traïció d'en Mitsunari, Hideyoshi interroga a Saizo, que aviat és salvat per Goemon. Aleshores, Saizo corre per salvar la seva família, només per descobrir que Mitsunari ha segrestat el seu nadó i ha matat la seva dona. Saizo és capturat i executat per mort per ebullició juntament amb el seu fill després que confessa falsament que és Goemon. Amb l'ajuda de l'equip de Saizo, Goemon s'endinsa pel palau fins que arriba a Hideyoshi, a qui finalment mata, i després rescata Chacha. Amb Hideyoshi mort, comença una lluita pel poder entre Tokugawa i Mitsunari, i en Goemon, que en té prou del conflictes, decideix intervenir.
Goemon carrega a la la batalla amb l'armadura de Nobunaga i portant la seva espasa de doble fulla totalment reparada. La seva aparició infundeix por als exèrcits en guerra, ja que creuen que Nobunaga ha tornat. Goemon lluita a través dels exèrcits fins que arriba i mata a Mitsunari durant un eclipsi solar, fent que l'exèrcit de Mitsunari es retiri. Aleshores, Goemon carrega a través de l'exèrcit de Tokugawa, però Hanzo l'intercepta a mig camí. En Goemon immobilitza en Hanzo fixant el peu a terra amb una fulla d'espasa trencada, permetent-li apropar-se a Tokugawa. Quan Goemon s'apropa per matar en Tokugawa, és ferit mortalment per Sasuke. Més tard es revela que només porta el ventall de Chacha; En Goemon va planejar que Tokugawa prometés que finalment hi haurà pau. Quan Tokugawa accepta, Goemon abandona el camp de batalla. En Goemon lluita per tornar amb Chacha, però mor a causa de les seves ferides mentre observa les lluernes.

## Repartiment
| Personatge         | Actor japonès        | Doblador anglès   |
| ------------------ | -------------------- | ----------------- |
| Ishikawa Goemon    | Yōsuke Eguchi        | Travis Willingham |
| Young Goemon       | Tokimasa Tanabe      | desconegut        |
| Kirigakure Saizō   | Takao Osawa          | Troy Baker        |
| Young Saizō        | Takeru Satoh         | desconegut        |
| Chacha             | Ryōko Hirosue        | desconegut        |
| Young Chacha       | Mayuko Fukuda        | desconegut        |
| Sarutobi Sasuke    | Gori                 | Todd Haberkorn    |
| Toyotomi Hideyoshi | Eiji Okuda           | Christopher Sabat |
| Akechi Mitsuhide   | Kazuaki Kiriya       | desconegut        |
| Ishida Mitsunari   | Jun Kaname           | desconegut        |
| Tokugawa Ieyasu    | Masatō Ibu           | Kent Williams     |
| Oda Nobunaga       | Hashinosuké Nakamura | desconegut        |
| Hattori Hanzō      | Susumu Terajima      | desconegut        |
| Rikyū Sen          | Mikijirō Hira        | desconegut        |
| Matahachi          | Tetsuji Tamayama     | desconegut        |
| Gao                | Choi Hong-man        | desconegut        |
| Yugiri             | Erika Toda           | desconegut        |

## Recepció
La pel·lícula va ser nominada als Asian Film Awards el 2010 per a les categories de Millor dissenyador de vestuari (Vaughan Alexander i Tina Kalivas) i Millors efectes visuals (Takuya Fujita i Kôji Nozaki).
Segons Twitch Film, "Goemon serà una pel·lícula divisoria... Encaixa bé amb el seu catàleg d'imatge real de pel·lícules com Shinobi: Heart Under Blade i, tanmateix, sembla un anime d'imatge real." Segons una ressenya de DVD Verdict de Paul Pritchard, Goemon "entreté amb la seva combinació d'imaginació visual i emocionant seqüències d'acció, però et deixa amb ganes de més". The Blu-ray Disc version was "highly recommended" by Blu-ray.com.

## Banda sonora
La banda sonora de Goemon, composta per Akihiko Matsumoto, va ser llançada al Japó el 22 d'abril de 2009 per Columbia Music Entertainment. El tema principal de la pel·lícula, "Rosa -Movie Mix-", composta per Yoshiki i interpretada per Violet UK, es va estrenar a iTunes set dies després, el 29 d'abril de 2009.